# 아캄바로 토우

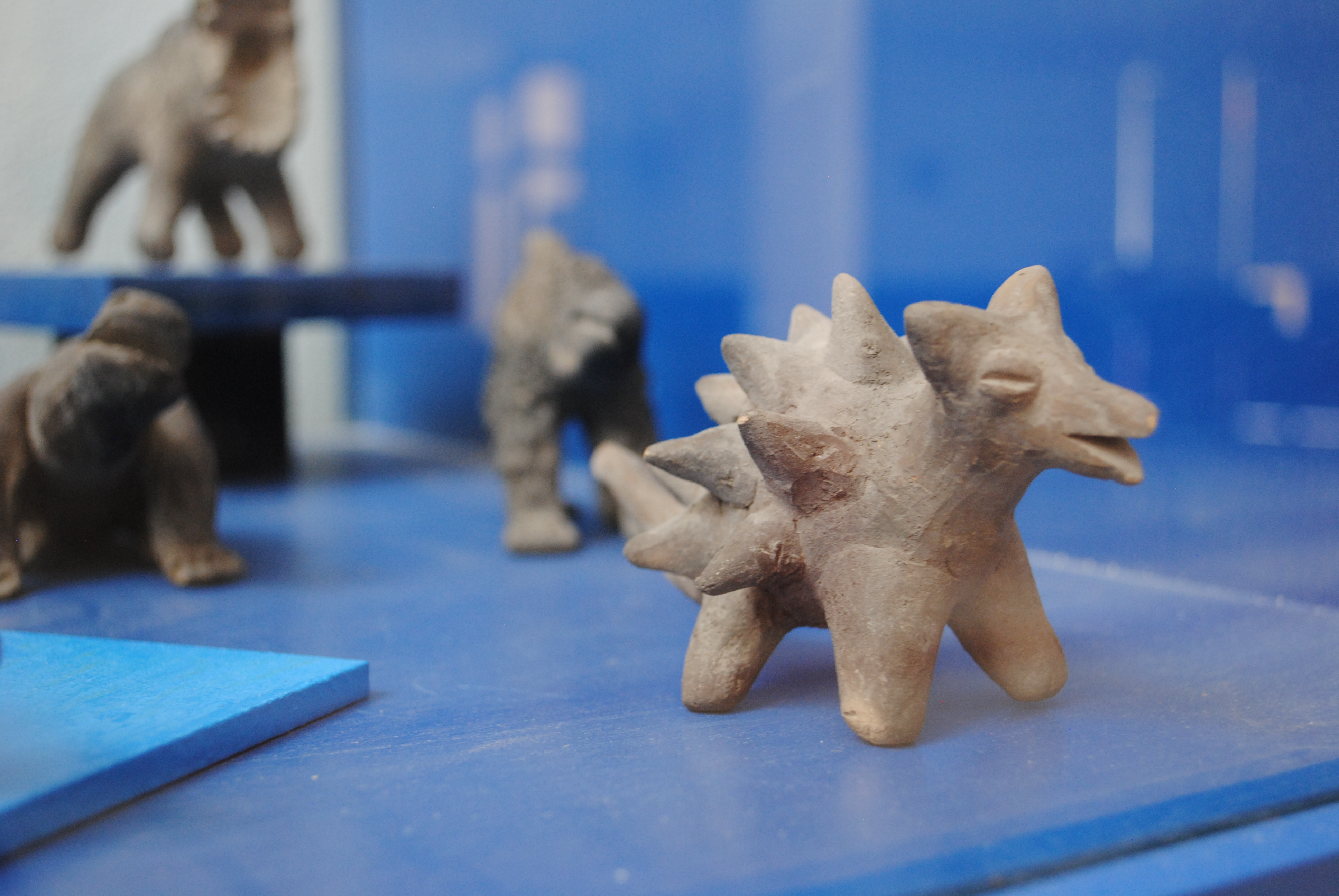
Muzeo Julsrud 19

아캄바로 공룡 토우 (恐竜土偶)는 멕시코의 아캄바로 (en:Acambaro)에서 발견된 토우이다. 논란의 여지가 있으나 일반적으로 오파츠라고 여겨진다.

## 개요
1945년 7월, 독일인 실업가 발데마어 율스루트 (en:Waldemar Julsrud)가 아칸바로의 변두리에 있는 통칭 '불 마운틴'의 산기슭에서 기묘한 토기를 발견했다. 고고학 매니아였던 율스루트는 사용인의 티나헤로와 그 아들에게 발굴을 명했지만, 토우는 날마다 대량으로 출토되어 7년 후에는 최종적으로 그 수가 32,000개에 달했다. 2004년 현재 아칸바로에서 발굴된 토우는 37,000점 이상에 이른다 (다만 전부 공룡 토우인 것은 아니다).
율스루트는 고고학 조사가 이뤄질 것으로 기대했으나, 고고학자 찰스 디 페소 (en:Charles C. Di Peso)가 날조라고 지적하여 낙담한 나머지, 1952년을 끝으로 토우 수집을 중단했다.
그러나 율스루트의 친구였던 지질학자 찰스 하프굿 (en:Charles Hapgood) 교수 (당시 뉴햄프셔주 킨 주립대)는 1968년 토우 샘플을 3종류 준비해 미국 뉴저지 주의 연대측정 전문사 연구소에 조사를 의뢰해, C14법 (베타선 계수법)으로 측정했다. 그 결과 기원전 1000년부터 기원전 4000년인 것으로 보였다.
그 다음 해인 1969년, 하프굿의 친구인 항공 설계사 아서 영 (벨 헬리콥터 설계자)이 펜실베이니아 대학 연구소에 열형광선량계 측정을 의뢰했고, 이쪽에서는 기원전 2500년 ± 250년으로 추정된다는 결과가 나왔다..

## 계측
다만 이러한 측정 결과는 각각의 측정법 상의 적합한 절차를 밟지 않았고 (혹은 이뤄졌는지 확인할 수 없었음), 측정 결과도 격차가 많아서 신뢰성이 부족하다는 지적도 있다.
또 이러한 연대 측정은 제작된 연대를 측정하는 것이 아니고, 어디까지나 재료의 연대를 측정하는 것이기 때문에, 낡은 지층이나 토기 등의 흙을 이용해 제작했을 경우는 제작 연대보다 낡은 측정 결과가 나온다. 열르미넷센스법도 지금 만들어진 측정 대상을 비교적 저온으로 장시간 열을 가했을 경우에는 그 대상이 옛날 시기라는 결과를 산출한다.
펜실베이니아 박물관 관장 프로릭 레이니 박사는 조사를 의뢰한 아서 영에 대해서 '멕시코 고고학회의 견해나 진위 논쟁의 결과가 어떻게 나온다고 하더라도, 토우의 연대가 오래됐다는 점에 대해서는 우리의 연구소가 책임을 질 것을 단언한다'고 서간을 보냈다.

## 오파츠 부정설
아칸바로에서 발굴된 공룡 토우는 존재하는 수만 가지의 토우 중에서 우연히 공룡을 닮아 있던 것을 골라내 문제삼고 있는 것에 불과한 게 아닌가 라는 지적도 있다. 공룡은 6500만 년 전에 멸종했으므로 인류와 공존했던 시기는 없다. 그 때문에 공룡을 본뜬 토우가 어떻게 만들어졌는지가 논의의 대상이 되고 있는데 기원전에 공룡의 화석이나 파충류를 관찰해 창조되었다는 설, 심지어 인류와 공룡이 공존했던 시대가 있었다는 설 등을 주창하는 사람도 있다.
또 토우의 조형 안에는 현재는 실수로 여겨지는 공룡관에 근거한 것(예를 들면 티라노사우르스 렉스가 직립하고 있다)이나, 반인반수의 코끼리 인간, 악어 인간이나 날개를 가지는 용 등, 공상의 산물로 밖에 생각할 수 없는 것도 다수 존재하고 있다.
게다가 아칸바로의 유적을 조사를 한 고고학자 찰스 디 페소 (Charles C. Di Peso)는 미발굴 상태라는 현장에서 누군가 다시 묻은 것 같은 확실한 흔적을 발견했다고 주장했다.. 이 때문에 데이 페소는 발데마어 율스루트와 그 사용인인 티나헤로가 날조한 것이라고 생각했다. 한편 이 흔적은 발굴 작업중단 시의 현장 보존용이라는 주장도 있지만, 티나헤로는 '조사하지 않은 현장'이라고 디 페소에게 말했다.

## 같이 보기
- 오파츠

## 참고 문헌
- '톤데모 초상현상 99의 진상' 토학회 (ISBN4-86248-003-9)
- '수수께끼의 거대짐승을 쫓아라 미지 동물 〈히든 애니멀〉의 정체를 철저 검증' 미나미야마 히로시 (ISBN4-331-00616-6)